# 5097 Axford
5097 Axford (1983 TW1) là một tiểu hành tinh vành đai chính được phát hiện ngày 12 tháng 10 năm 1983 bởi Bowell, E. ở Flagstaff.